# Artiguevieille

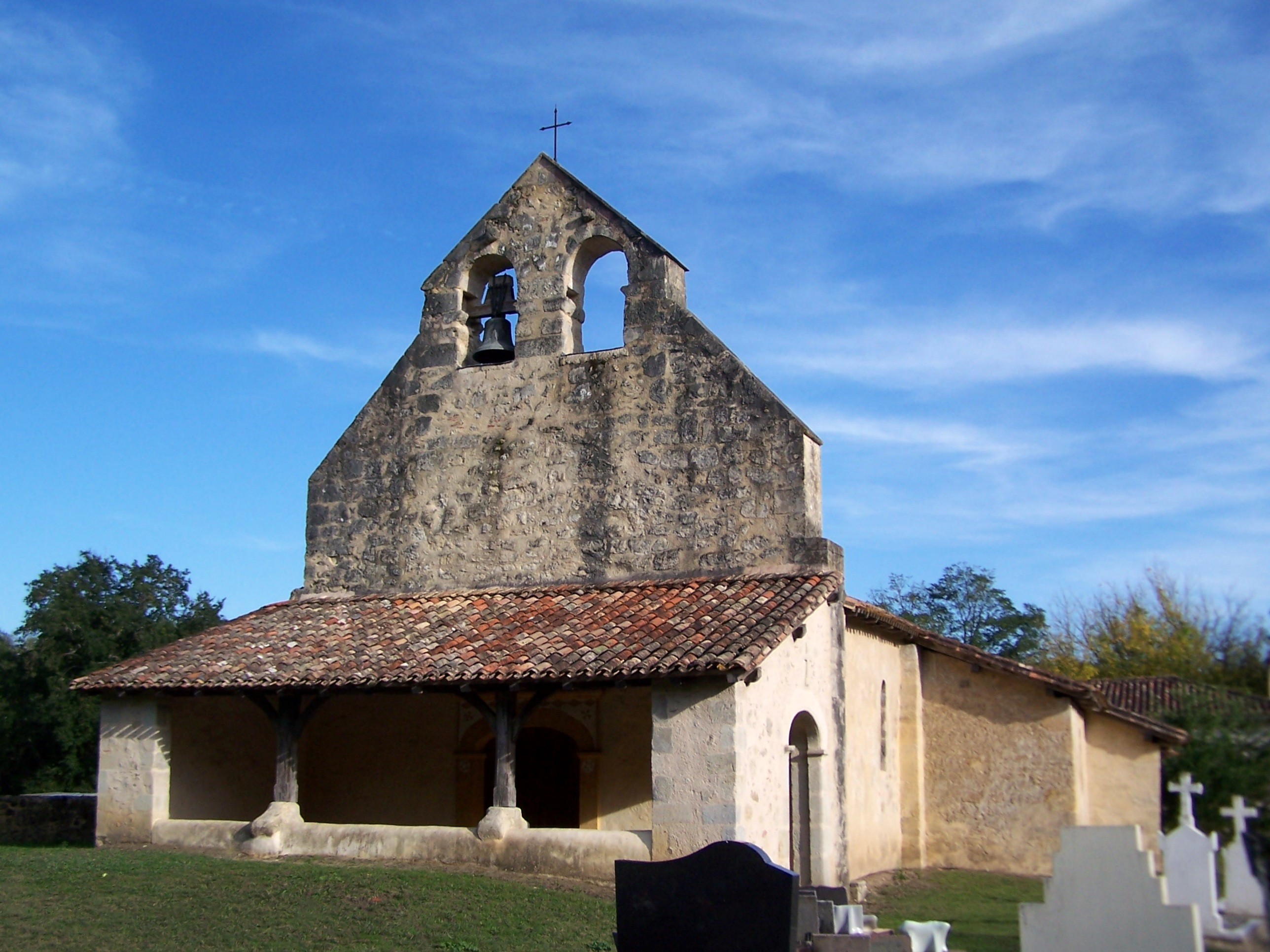
Kirche Saint-Laurent in Artiguevieille

Artiguevieille ist ein Ortsteil der französischen Gemeinde Cudos im Département Gironde in der Region Nouvelle-Aquitaine. Der Weiler liegt circa drei Kilometer östlich von Cudos.

## Geschichte
Im Jahr 1165 schenkte Amanieu d’Albret dem Kloster Fontguilhem 40 Hektar Land auf dem Gebiet. Um diese weit vom Kloster entfernten Güter zu bewirtschaften, wurde ein Bauernhof errichtet.

## Sehenswürdigkeiten
- Kirche Saint-Laurent, erbaut im 14. Jahrhundert